# Organización territorial de Eslovenia
Eslovenia es un estado unitario que se subdivide en 212 municipalidades (občine) desde 1999. El esloveno es el idioma oficial en todas las municipalidades, pero tres de ellas tienen como lengua cooficial el húngaro, y otras tres, el italiano.

## Divisiones administrativas

### Municipios

Mapa de los municipios de Eslovenia.

Los municipios de Eslovenia (en esloveno: občine, singular občina) constituyen el único tipo de subdivisión territorial del país y son en total 212, de los cuales 12 tienen estatus urbano (metropolitano). Incluso en ausencia de órganos administrativos intermedios entre el estado y los municipios, estos se agrupan a partir de un punto de vista estadístico en regiones estadísticas (statistične regije) y desde un punto de vista histórico-geográfico en provincias (pokrajine).
Cada municipio se compone de varias localidades o aldeas (naselje), y administrativamente en comunidades locales (krajevne skupnosti) o, en el caso de las ciudades, en distritos urbanos (mestne četrti).
Siete son los municipios oficialmente bilingües, con doble topónimo: para cuatro es esloveno-italiano (Capodistria, Isola, Pirano y Ancarano); para tres es esloveno-húngaro (Dobrovnik, Hodoš y Lendava).

### Regiones estadísticas
Las regiones estadísticas de Eslovenia (en esloveno: Statistične regjeno, singular: Statistična regija) son 12 subdivisiones administrativas (nivel NUTS 3) creadas en Eslovenia en mayo de 2005 con fines legales y estadísticos.
En total hay 12 regiones estadísticas en Eslovenia. Estas se agrupan en dos grupos (nivel NUTS-2): Eslovenia Oriental (en esloveno: Vzhodna Slovenija) y Eslovenia Occidental (en esloveno: Zahodna Slovenija).

Mapa de las regiones estadísticas de Eslovenia.

Las regiones son:
1. Alta Carniola
2. Baja Carniola-Karst
3. Bajo Sava
4. Carintia
5. Drava
6. Eslovenia Central
7. Eslovenia Sudoriental
8. Gorizia
9. Litoral-Karst
10. Murania
11. Savinia
12. Sava Central

### Regiones históricas
| |                                 |                        |                          |
| 1 | Litoral eslovenoa               | Primorska              | Küstenland               |
| 2 | Carniola                        | Kranjska               | Krain                    |
| 2a | Alta Carniola                   | Gorenjska              | Oberkrain                |
| 2b | Carniola Interior               | Notranjska             | Innerkrain               |
| 2c | Baja Carniola y Carniola Blanca | Dolenjska Bela krajina | Unterkrain und Weißkrain |
| 3 | Carintia                        | Koroška                | Kärnten                  |
| 4 | Baja Estiria                    | Spodnja Štajerska      | Untersteiermark          |
| 5 | Transmuraniab                   | Prekmurje              | Übermurgebiet            |
| a Litoral solía ser parte del antiguo Litoral austríaco. b Transmurania no fue parte del histórico reino austríaco, pero perteneció al húngaro. |                                 |                        |                          |

Aparte de las divisiones anteriores, a veces se consideran divisiones en 8 regiones históricas, las cuales no tienen, sin embargo, ningún significado estadístico o administrativo.
El origen de estas regiones se remonta en su mayor parte a las marcas del sur del Sacro Imperio Romano Germánico establecido durante el siglo X. Esta división es, por tanto, fruto de la organización imperial, feudal pero también cultural y social debido a la importante mezcla de poblaciones y cambios de soberanía que ha experimentado esta parte de Europa.